# علي مردان (تشالدران)
علي مردان (بالفارسية: علی‌مردان) هي قرية تقع في قسم ببه‌جيك (مقاطعة تشالدران) في إيران. يقدر عدد سكانها بـ 80 نسمة .